# Henryk Kukier
Henryk Jerzy Kukier (ur. 1 stycznia 1930 w Lublinie, zm. 5 grudnia 2020 w Strzelcach k. Nałęczowa) – polski pięściarz, mistrz Europy, trzykrotny olimpijczyk.

## Życiorys
Syn Franciszka. Walczył w wadze muszej. W latach 1948–1961 reprezentował barwy Lublinianki, CWKS Warszawa i Avii Świdnik.
Sześciokrotnie zdobywał tytuł mistrza Polski: w 1953, 1954, 1955, 1956, 1957, 1960, a w 1952 był wicemistrzem.
Czterokrotnie reprezentował Polskę na mistrzostwach Europy. Największy sukces odniósł w pierwszym starcie podczas mistrzostw w Warszawie 1953, kiedy zdobył złoty medal. Dwa lata później w Berlinie Zach. 1955 wywalczył medal brązowy. Występował także na mistrzostwach w Pradze 1957 i w Lucernie 1959, ale bez sukcesów.
Zaliczył trzy starty olimpijskie: w Helsinkach 1952, Melbourne 1956 i Rzymie 1960 nie przyniosły mu powodzenia; za każdym razem odpadał w eliminacjach.
W swojej karierze stoczył 256 walk, 234 wygrał, 1 zremisował i 21 przegrał. W pięściarskiej reprezentacji Polski wystąpił 35 razy, wygrywając 25 walk i 10 walk przegrywając.
W 1953 został odznaczony Złotym Krzyżem Zasługi za zasługi i osiągnięcia w dziedzinie kultury fizycznej i sportu. W 2003 został odznaczony Krzyżem Oficerskim Orderu Odrodzenia Polski za wybitne zasługi w działalności na rzecz rozwoju polskiego boksu. W 2000 otrzymał Nagrodę im. Aleksandra Rekszy.
Po zakończeniu kariery był trenerem i działaczem sportowym. 
W ostatnich kilkunastu latach życia ciężko chorował i przebywał w prywatnym ośrodku opieki i rehabilitacji pod Lublinem. Zmarł rano 5 grudnia 2020. 10 grudnia 2020 został pochowany na cmentarzu przy ulicy Lipowej w Lublinie.